# Cravates de Sherman

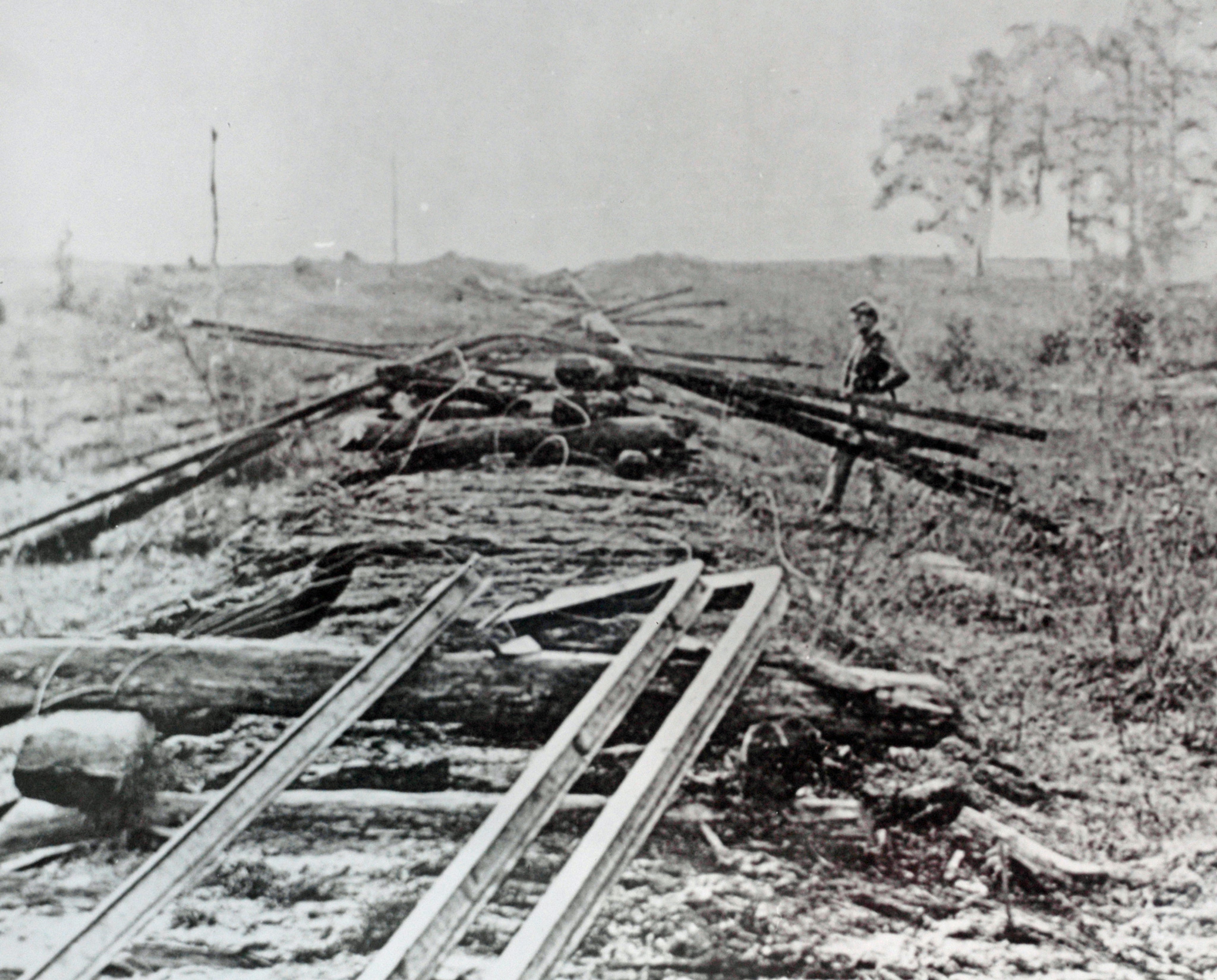
Des « cravates de Sherman ». En fait on voit clairement que ces rails n'ont pas été vrillés, mais « simplement » courbés. Ils paraissent cependant difficiles à redresser avec les moyens du bord...

Pendant la Guerre de Sécession, les cravates de Sherman (Sherman's neckties) désignent les rails de chemins de fer chauffés jusqu'à être rendus malléables puis tordus en boucles semblables à des cravates, le plus souvent autour d'arbres. Ces cravates furent créées sur un ordre écrit daté du 18 juillet 1864 du général de l'Armée de l'Union William Tecumseh Sherman, durant sa campagne d'Atlanta, et il précisa le modus operandi : ne pas se contenter de tordre les rails, mais de plus les vriller, ce qui interdira absolument leur ré-emploi :

« …en vrillant les rails lorsqu'ils sont chauds. Les officiers doivent savoir que les rails simplement pliés peuvent à nouveau être utilisés, mais si lorsqu’ils sont chauffés au rouge, ils sont vrillés, ils ne pourront plus être réutilisés. Allumez un feu de joie pour former les cravates, jetez-y les rails et lorsque leur centre est porté au rouge, placez un homme à chaque extrémité pour les vriller jusqu’à ce que la surface forme une spirale. »

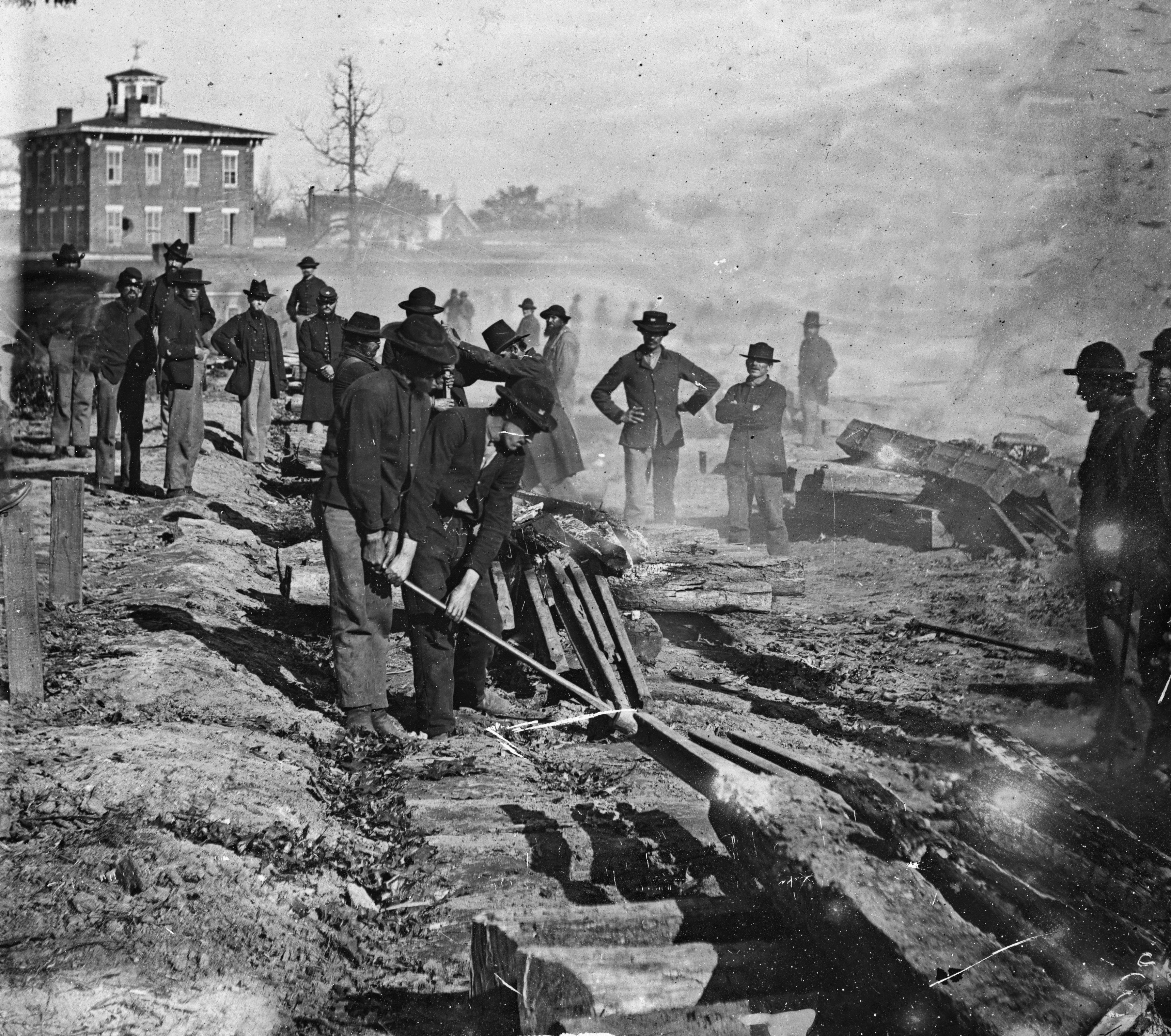
Détail de la fabrication des Sherman's bow-ties (photo de G. N. Barnard) : quatre hommes munis de leviers exercent des forces en couple sur le rail porté au rouge. Il sera ainsi « tire-bouchonné » (twisted) et non simplement courbé (comme sur la photo supra).

Étant donné les approvisionnements limités en fer de la Confédération et le peu de fonderies dont elle disposait pour fabriquer des rails, il fut très difficile de réparer ces dommages. Après trois jours, seule une ligne de chemin de fer confédérée menant à Atlanta restait intacte.
Les cravates de Sherman furent également utilisées lors de la marche de Sherman vers la mer, une campagne conçue pour apporter la guerre totale aux États confédérés d'Amérique. Sherman mit en application une politique de la terre brûlée ; lui et le commandant de l'Armée de l'Union Ulysses S. Grant pensaient que la guerre contre la Confédération prendrait fin seulement à partir de l'anéantissement total de ses capacités stratégiques, économiques et psychologiques.
Lors de la Franklin-Nashville Campaign de fin 1864, les Sudistes utilisèrent la même méthode sur la ligne Chattanooga-Atlanta (qui assurait le ravitaillement de Sherman) et appelèrent les rails tordus « épingles à cheveux de la vieille Mme Lincoln » (Old Mrs. Lincoln's hair pins).